# Пороговий підпис
Пороговий підпис (англ. threshold signature) — варіант електронного підпису, для накладання якого потрібна співпраця щонайменше t членів групи з n учасників. За своєю суттю є окремим випадком порогового поділу секрету за схемою (t, n), коли закритий ключ поділяється на n частин, а для його відновлення достатньо будь-яких t частин. Відкритий ключ використовується звичайним чином. Генерація, поділ ключа та розподіл його фрагментів потребує наявності менеджера групи.
На практиці йдеться не так про спільний підпис, як про надійне зберігання секретного ключа та прочитання повідомлення, зашифрованого відкритим ключем, для чого потрібно об'єднати зусилля як мінімум t членів групи. Зазвичай це потрібно для державних та військових секретів. У жовтні 2012 року RSA Security оголосила про випуск програмного забезпечення, яке робить технологію порогового підпису доступною широкому колу звичайних клієнтів.
Було розроблено алгоритми, що дозволяють накладення підпису послідовними діями кількох учасників групи.
Алгоритм порогового кільцевого підпису вимагає, щоб t користувачів співпрацювали у процесі підписання. Для цього t учасників (i 1, i 2, …, i t) повинні обчислити підпис σ для повідомлення m подавши t закритих і n відкритих ключів на вхід (m, S i 1, S i 2, …, S i t, P 1, …, Pn).
Мультипідпис у криптовалютах виконує функцію порогового підпису, хоча є набором звичайних підписів різних користувачів, а не одним об'єктом. Такий варіант реалізується як перевірка умов, заданих базовою скриптовою мовою криптовалюти.